# Rogi (gromada w powiecie niemodlińskim)
Rogi – dawna gromada, czyli najmniejsza jednostka podziału terytorialnego Polskiej Rzeczypospolitej Ludowej w latach 1954–1972.
Gromady, z gromadzkimi radami narodowymi (GRN) jako organami władzy najniższego stopnia na wsi, funkcjonowały od reformy reorganizującej administrację wiejską przeprowadzonej jesienią 1954 do momentu ich zniesienia z dniem 1 stycznia 1973, tym samym wypierając organizację gminną w latach 1954–1972.
Gromadę Rogi z siedzibą GRN w Rogach utworzono – jako jedną z 8759 gromad na obszarze Polski – w powiecie niemodlińskim w woj. opolskim, na mocy uchwały nr VII/24/54 WRN w Opolu z dnia 4 października 1954. W skład jednostki weszły obszary dotychczasowych gromad Rogi, Góra, Rutki, Tarnica i Tłustoręby ze zniesionej gminy Gracze oraz Roszkowice i Piotrowa ze zniesionej gminy Grabin w tymże powiecie. Dla gromady ustalono 11 członków gromadzkiej rady narodowej.
Gromadę zniesiono 31 grudnia 1961, a jej obszar włączono do gromad: Gracze (wsie Rogi, Góra, Tarnica, Rutki i Tłustoręby) i Niemodlin (wsie Roszkowice i Piotrowa) w tymże powiecie.